# Edward Fox
Edward Charles Morice Fox, OBE (ur. 13 kwietnia 1937 w Londynie) – angielski aktor teatralny, filmowy i telewizyjny.

## Życiorys
Urodził się w Chelsea, w dzielnicy Londynu jako syn Angeli Muriel Darity Worthington, aktorki i scenarzystki, i agenta teatralnego Robina Foxa. Jego młodszy brat James (ur. 1939) został także aktorem, a drugi młodszy brat - Robert Michael John (ur. 1952) był producentem teatralnym i filmowym.
W filmie debiutował w 1962 roku. Najciekawsze kreacje stworzył w obrazach Josepha Loseya. Najbardziej znany z roli płatnego zabójcy w filmie Dzień Szakala (1973, reż. Fred Zinnemann). Jego role to najczęściej dystyngowani, angielscy dżentelmeni o nienagannych manierach.
Jest ojcem aktorki Emilii i starszym bratem Jamesa, również aktora.

## Filmografia

### filmy fabularne
- 1962: Samotność długodystansowca
- 1963: Sportowe życie jako barman
- 1969: Bitwa o Anglię jako pilot oficer Archie
- 1971: Posłaniec jako Hugh Trimingham
- 1973: Dzień Szakala jako Jackal
- 1973: Dom lalki (A Doll's House) jako Nils Krogstad
- 1975: Galileo Galilei (Galileo) jako kardynał Inquisitor
- 1977: O jeden most za daleko jako generał porucznik Brian Horrocks
- 1977: Pojedynek jako pułkownik
- 1977: Żołnierz Orański jako pułkownik brytyjski
- 1978: Komandosi z Navarony jako sierżant Miller
- 1980: Pęknięte zwierciadło jako inspektor Craddock
- 1982: Gandhi jako brygadier generał Reginald Dyer
- 1983: Nigdy nie mów nigdy jako M
- 1983: Garderobiany jako Oxenby
- 1984: Bunt na Bounty jako kpt. Greetham
- 1985: Dzikie gęsi II (Wild Geese II) jako Alex Faulkner
- 1988: Powrót znad rzeki Kwai (Return from the River Kwai) jako major Benford
- 1991: Robin Hood jako Książę Jan
- 1995: Miesiąc nad jeziorem jako major Wilshaw
- 1998: Zagubieni w kosmosie jako biznesmen
- 2002: Bądźmy poważni na serio jako Lane
- 2002: Nicholas Nickleby jako sir Mulberry Hawk
- 2004: Królowa sceny jako sir Edward Hyde, earl Clarendon
- 2005: Lassie jako pułkownik Hulton

### seriale TV
- 1986: Zulus Czaka jako porucznik Francis Farewell
- 2002: Detektyw Foyle jako asystent Summers
- 2004: Poirot: The Hollow jako Gudgeon
- 2010: Agatha Christie: Panna Marple jako lord Caterham
- 2011: Morderstwa w Midsomer jako William Bingham
- 2017: Tabu jako Horace Delaney